# ウララ

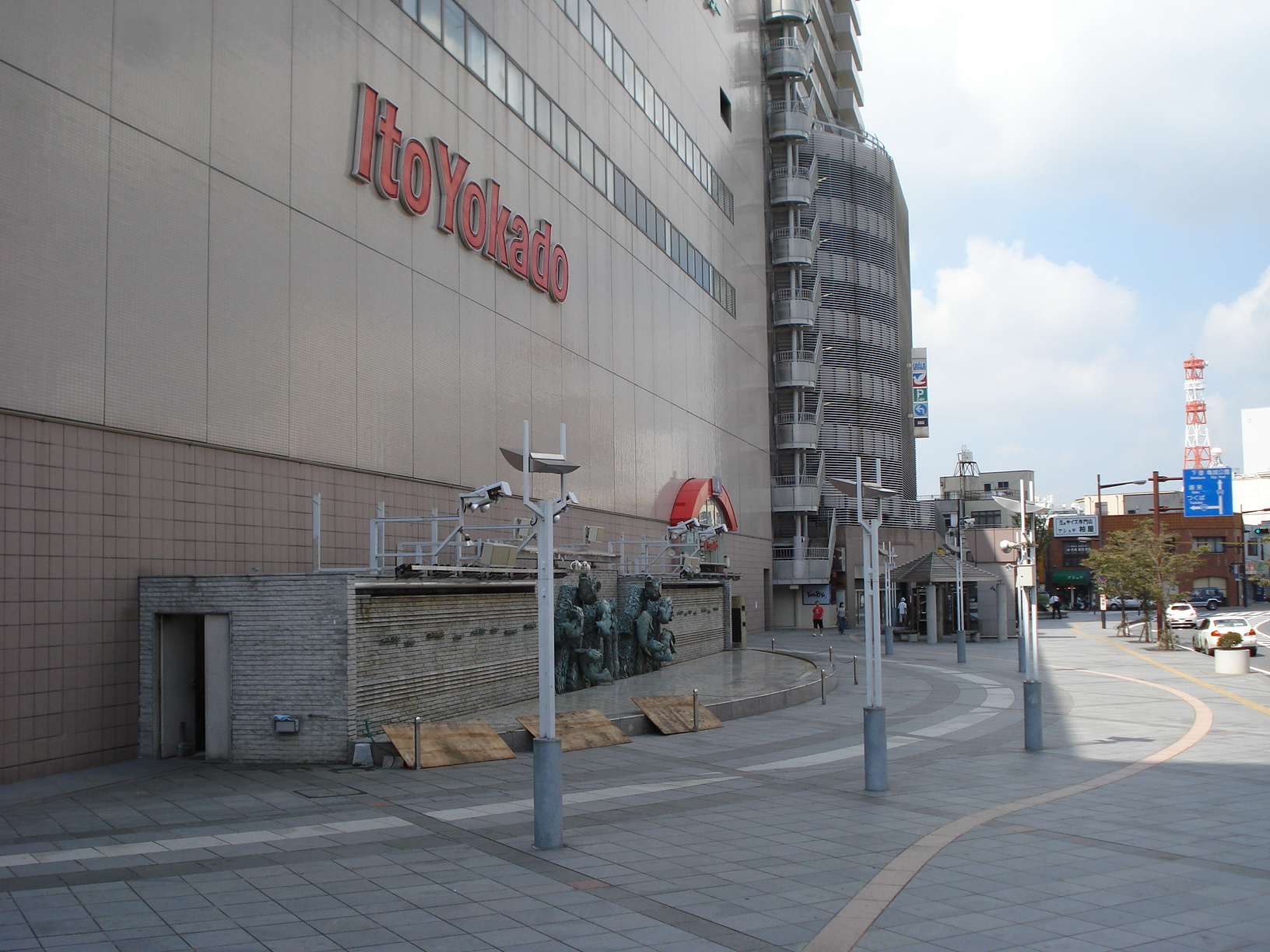
2007年時点の「うらら広場」と「いこいの泉」

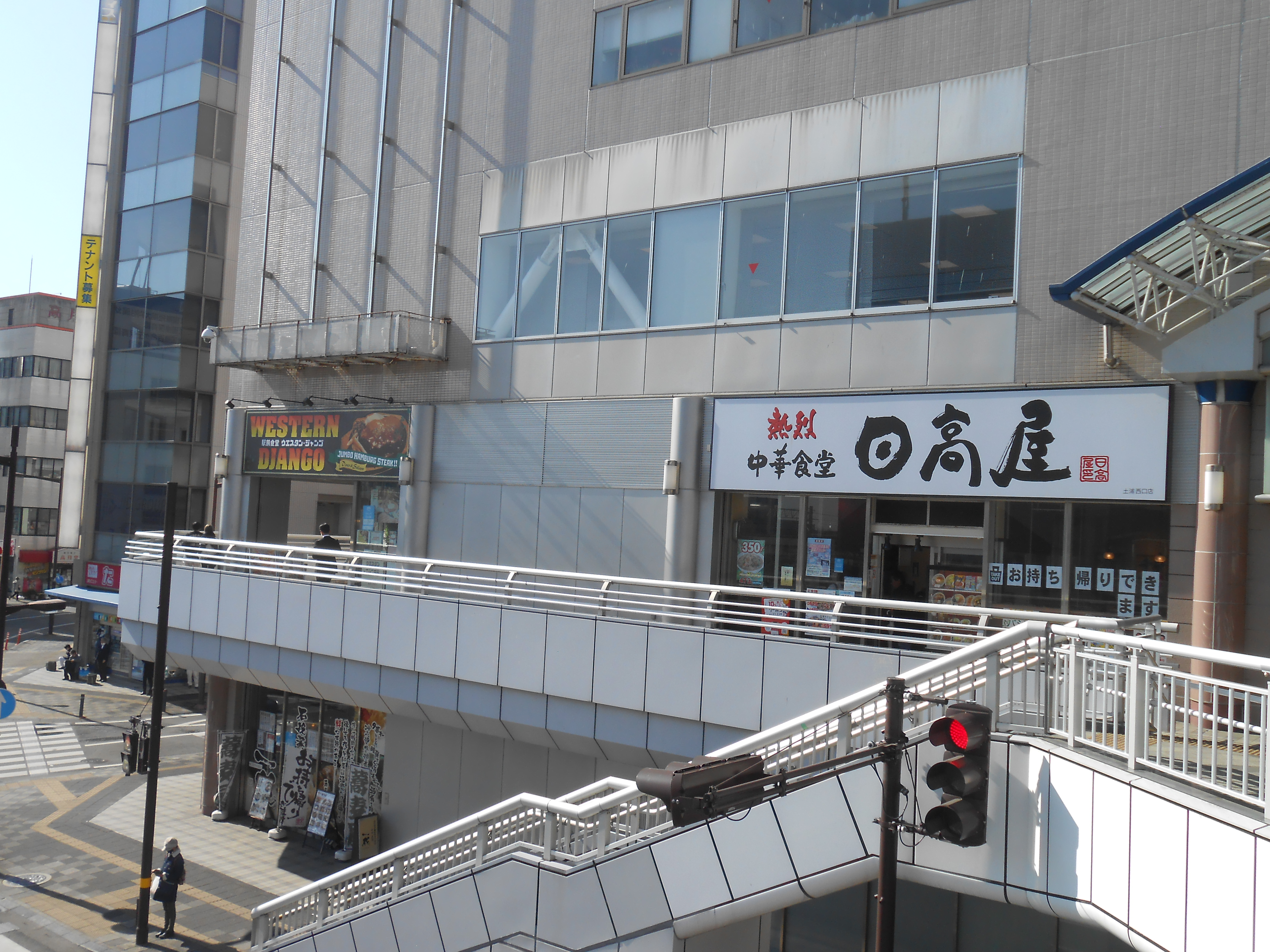
URALA2階の飲食店（「日高屋」土浦西口店と「ウェスタン・ジャンゴ」）

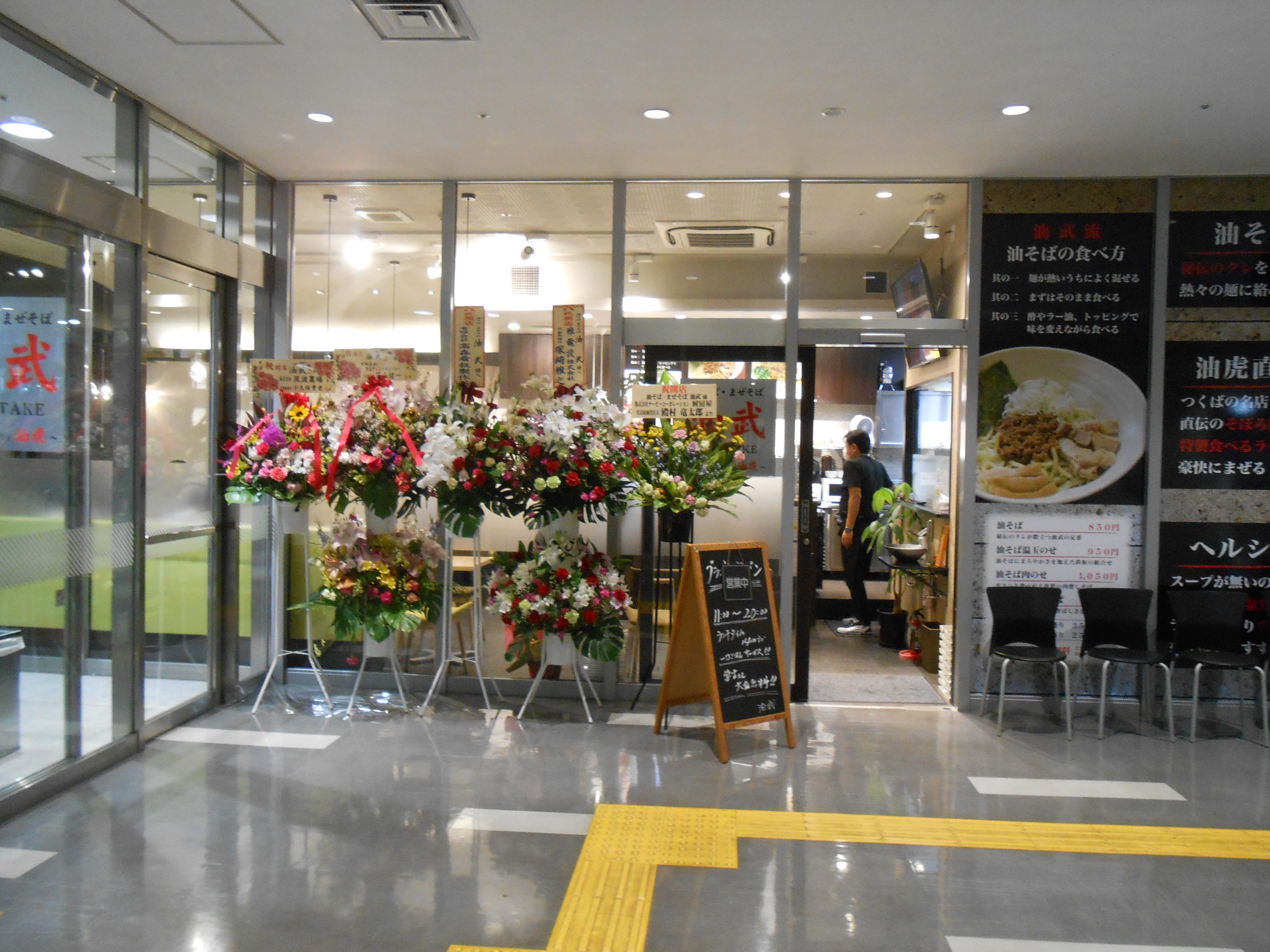
URALA1階の飲食店（油そば専門店「油武」）

ウララ（URALA）は、茨城県土浦市大和町に立地する3棟の複合施設である。
土浦駅前の再開発によりイトーヨーカドー土浦店を核店舗とする複合商業施設として1997年（平成9年）10月2日に開業したが、2013年（平成25年）2月17日にURALA部分に入居していた店舗のほとんどが閉店した。店舗閉店後は改装工事を経て、2015年（平成27年）9月24日から土浦市役所本庁舎としての供用を開始した（後述）。

## 概要
URALAの整備には、土浦・阿見都市計画事業と土浦駅前地区第一種市街地再開発事業を導入したものであり、施行者は土浦駅前地区市街地再開発組合、施行面積は約2.1ha、事業費は約330億円であった。URALA、URALA2、URALA3の3街区に分かれており、それぞれの2階部分と土浦駅西口（亀城公園口）、アルカス土浦（土浦市立図書館）がペデストリアンデッキで結ばれている。
建設前にはビル風対策のため模型を使った風洞実験を行い、隅切りの実施や駐車場棟に中空階を設けるなどの対策が施されている。

### URALA
敷地面積9,220.95m2、建築面積8,361.76m2、延床面積69,145.767m2、鉄筋コンクリート構造・鉄骨構造一部鉄骨鉄筋コンクリート構造で、地下1階地上31階建てである。土浦駅に面する東側と既存商店街に面する北側にメインエントランスを構え、北東角にガラスカーテンウォールのシースルーエレベーターを設置することで、ファサードを構成した。
2013年2月17日までは地下1階から4階にイトーヨーカドー土浦店と、衣料品・書店・レストランなどの「ウララ専門店」26店舗（開業時点では40店舗）が出店していた。なお、ウララ専門店の一部は同年2月18日以降も営業を継続していた。イトーヨーカドーとウララ専門店の跡地には土浦市役所本庁舎が下高津から移転し、2015年9月24日に開庁した。地下にはカスミとダイソーが同日に開店した。
5階・6階は茨城県県南生涯学習センターが入居するほか、敷地西側には超高層マンション・ソリッドタワー（SOLID TOWER）がある。ソリッドタワーは、茨城県庁行政庁舎（高さ：116m）に次いで茨城県内の高層ビルとしては2番目に高い（109.15m、完成当時は県内一であった）。ソリッドタワーは計画当初、ホテルとなる予定であったが、ホテル出店予定者が1993年（平成5年）に住宅へ変更することを申し出て、代替となるホテル出店者が見つからなかったため、マンションとなった。マンションの分譲には住宅デベロッパーを介在させず、再開発組合が価格設定を行って直接分譲希望者に分譲した。総戸数は180戸で、中央の吹き抜けを囲むように住居を配し、標準の間取りは3 - 4LDK＋Sである。周辺にはソリッドタワーに匹敵する高さのビルは存在しないため、最下層の9階の部屋からでも土浦市街の眺望が見通せる。
また24時間営業の立体駐車場「本庁舎駐車場」（旧ウララパーキング、駐車台数425台）から各階に出入りができ、地下にある土浦市営駐輪場からは地下1階に直結する。屋外北側には「うらら広場」がある。うらら広場（まちかど広場、面積1,460m2）は、1993年（平成5年）に商業施設の規模の縮小を行ったものの代替施設を誘致できず、また床を造らずに容積を使い切らなければ床単価が上がってしまうという事情から、床単価に反映しないように公共施設として整備されたものである。通常期は歩行者の混雑緩和のための歩道代わりになるほか、情報発信や祭り・催事会場として利用される。2015年（平成27年）には市役所本庁舎の移転を機に、広場の地上約10.5mの高さに照明・音響設備を備えた強化ガラス張りの大屋根を建設し、広場の利用促進による賑わいの創出を図ったほか、マンホールトイレや外部電源を有した防災拠点としての整備も行われた。

#### フロア概要（URALA）
| 階     | 主な施設                               | 主な施設                               | 主な施設                               | 連絡                                            |
| ------ | -------------------------------------- | -------------------------------------- | -------------------------------------- | ----------------------------------------------- |
| 9-31階 | ソリッドタワー（超高層マンション）     | ソリッドタワー（超高層マンション）     | ソリッドタワー（超高層マンション）     |                                                 |
| R階    | 屋上駐車場                             | 屋上駐車場                             | 屋上駐車場                             |                                                 |
| 6階    | 茨城県県南生涯学習センター             | 茨城県県南生涯学習センター             | 本庁舎駐車場（立体駐車場）             |                                                 |
| 5階    | 茨城県県南生涯学習センター             | 茨城県県南生涯学習センター             | 本庁舎駐車場（立体駐車場）             | 連絡通路（URALA2）                              |
| 4階    | 土浦市役所                             | 土浦市役所                             | 本庁舎駐車場（立体駐車場）             |                                                 |
| 3階    | 土浦市役所                             | 土浦市役所                             | 本庁舎駐車場（立体駐車場）             |                                                 |
| 2階    | 土浦市役所                             | 専門店、市民ラウンジ                   | 本庁舎駐車場（立体駐車場）             | 連絡通路（URALA2・3、土浦駅西口、アルカス土浦） |
| 1階    | 土浦市役所                             | 専門店、市民ラウンジ                   | 専門店、市民ラウンジ                   | うらら広場                                      |
| B1階   | 専門店（「カスミ」、「ダイソー」ほか） | 専門店（「カスミ」、「ダイソー」ほか） | 専門店（「カスミ」、「ダイソー」ほか） | 市営駐輪場                                      |

### URALA2
敷地面積1,732.87m2、建築面積1,356.44m2、延床面積10,749.811m2、地下1階地上8階建てで、高さ38.1mである。鉄骨構造であるが、剛性確保のためコンクリート充填鋼管構造（CFT）を採用している。ハートビル法認定。1階は証券会社などのテナント、2階・3階には7種の専門科が集積するウララ医療センター、4階 - 8階は土浦市社会福祉協議会・障害者自立支援センター・老人福祉センター「うらら」・青少年センターなどから構成される土浦市総合福祉会館となっている。また、7階には土浦市教育委員会が新治庁舎から移転してきた。
計画当初は完全な業務ビルとする予定であったが、バブル崩壊の影響でテナントが見つからなかったため、土浦市総合福祉会館を設置するに至った。

#### フロア概要（URALA2）
| 階  | 主な施設                                       | 連絡                                                |
| --- | ---------------------------------------------- | --------------------------------------------------- |
| 8階 | 土浦市役所保育課、青少年センター               |                                                     |
| 7階 | 土浦市教育委員会                               |                                                     |
| 6階 | 老人福祉センター、ボランティアセンター         | 連絡通路（URALA）                                   |
| 5階 | 高齢者生きがいセンター、障害者自立支援センター |                                                     |
| 4階 | 土浦市社会福祉協議会                           |                                                     |
| 3階 | ウララ医療センター                             |                                                     |
| 2階 | ウララ医療センター                             | 連絡通路（URALA・URALA3、土浦駅西口、アルカス土浦） |
| 1階 | テナント（証券会社、薬局など）                 |                                                     |

### URALA3

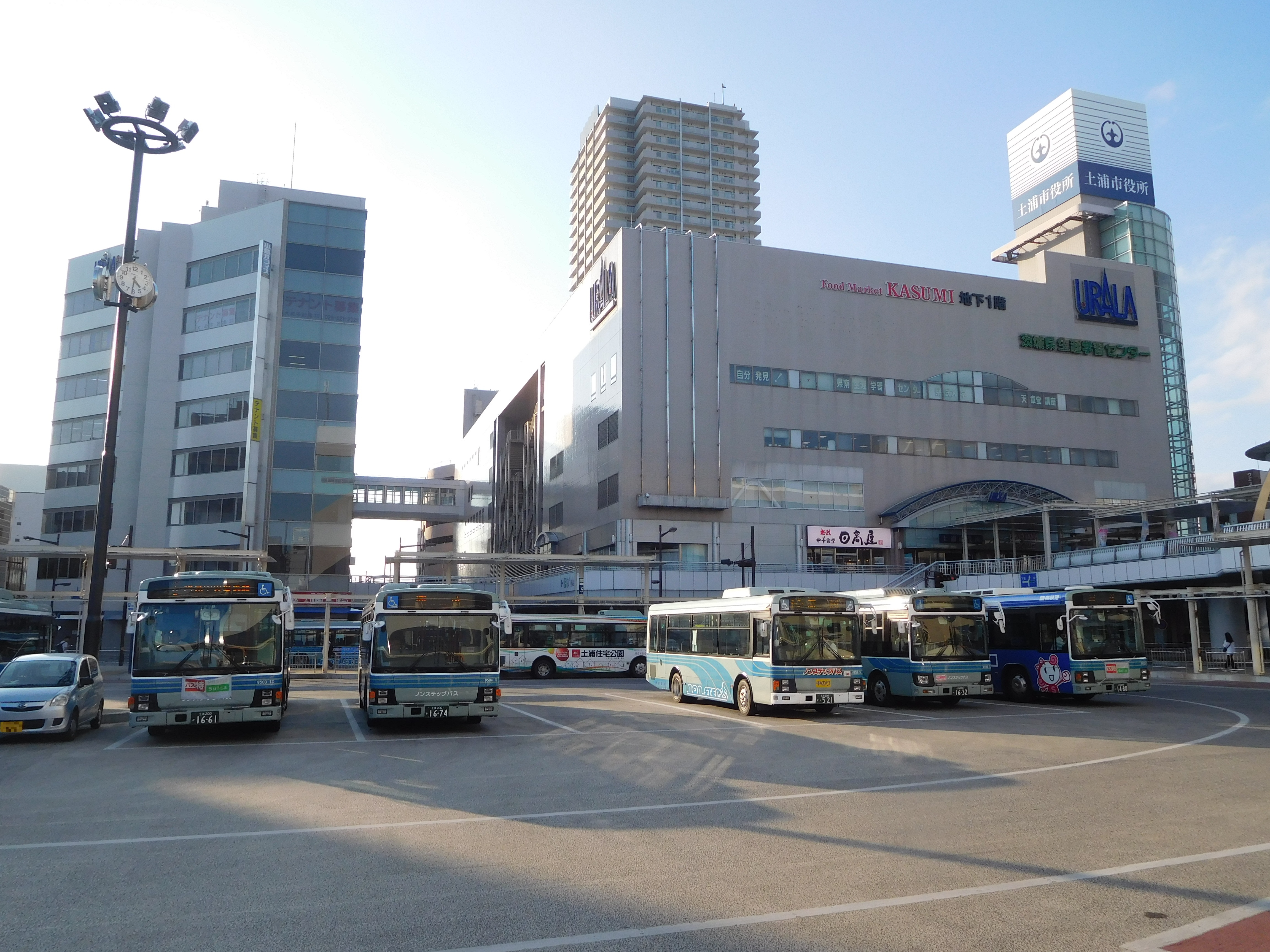
URALA（右）とURALA3（左）

敷地面積1,146.21m2、建築面積905.40m2、延床面積7,335.940m2で、地下1階地上8階建てで、高さ37.0mである。URALA2同様鉄骨構造であるが、剛性確保のためCFTを採用しているURALA3は第2工区にあたり、URALAやURALA2よりも1年5か月遅れて着工したが、竣工は同時であった。学習塾や企業のオフィスなどが入居する。
URALA2同様、計画当初は完全な業務ビルとする予定であったが、テナントが見つからなかったため、開業当初は茨城県が県南パスポートセンターを設置していた。県南パスポートセンターは旅券発行の受付事務が市町村に移管されたことを受け、2009年（平成21年）12月28日に閉鎖した。

## 建設の経緯

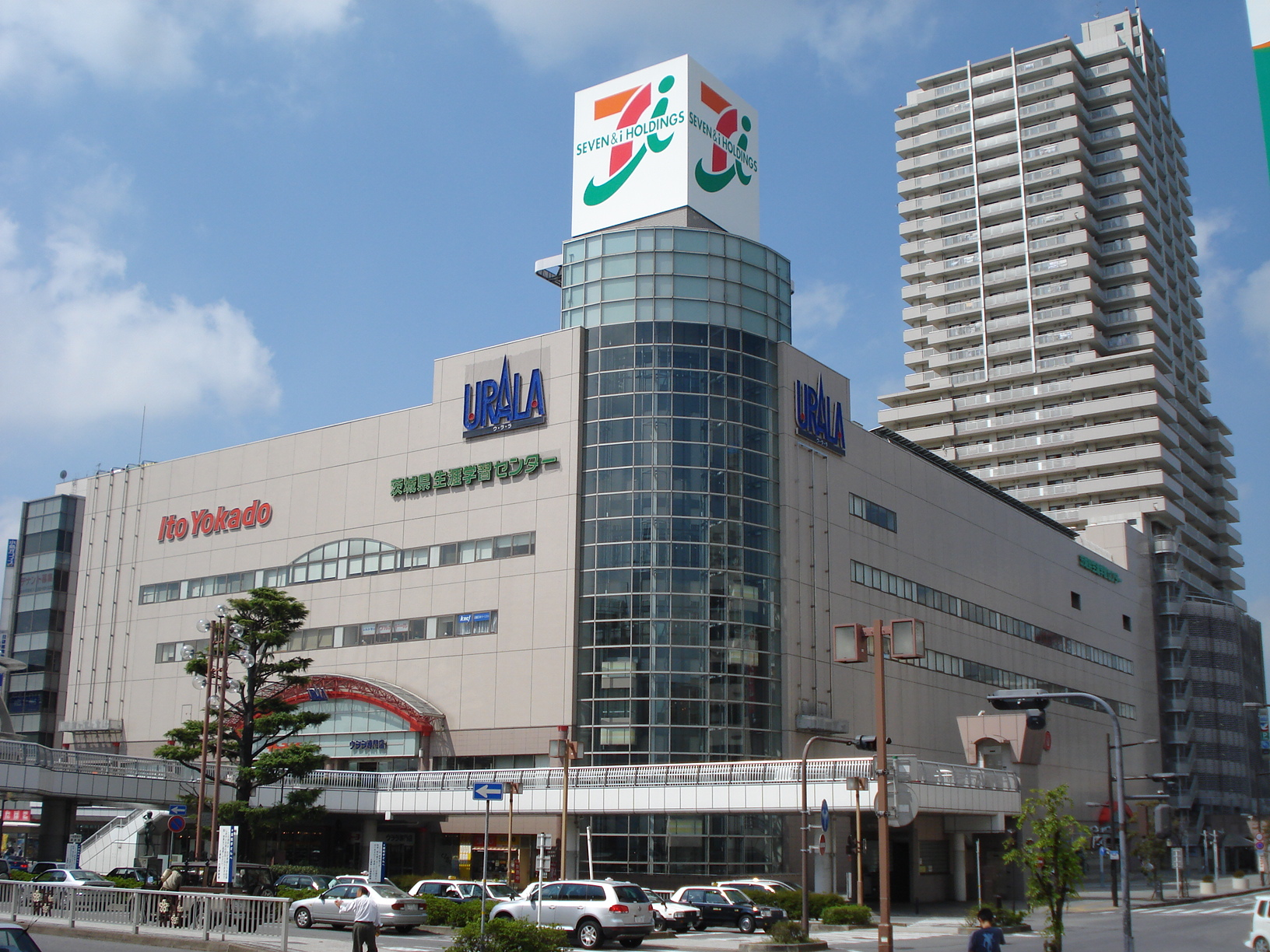
イトーヨーカドー土浦店が営業していた時期のウララ（2007年9月）

土浦市は長らく、茨城県南地域の政治・経済の中心都市の座にあったが、筑波研究学園都市の建設などによるつくば市等の周辺市町村の成長に伴って、相対的な地位が低下し始め、特に商業の不振が目立つようになってきた。こうした中、土浦商工会議所を中心として1970年（昭和45年）以降、商業近代化計画が検討され、土浦駅前でも再開発事業を導入することになった。1980年（昭和55年）9月に土浦駅前再開発推進協議会が発足し、当初は土浦市が主導して国際科学技術博覧会（1985年）までに再開発を行うことも検討されたが、時間不足のため断念した。代わって地権者らを中心とした再開発を行うことになり、1983年（昭和58年）2月に土浦駅前再開発準備組合が発足し、これを支援するために土浦市は土浦駅前開発事務所を設立した。同年5月に事業計画素案がまとまり、翌1984年（昭和59年）1月には都市計画決定、1985年（昭和60年）に土浦市中心市街地活性化計画が発表された。
ところが、核テナントとなるはずであったそごうが1985年（昭和60年）12月に出店取りやめを発表したため、計画は根本的に見直すことになった。そこで新たな核テナントを探すべくさまざまな企業へ出店を打診するとともに、再開発事業を確実に遂行できるよう、1986年（昭和61年）8月に熊谷組をデベロッパーとして迎え入れた。また1987年（昭和62年）12月には大京が組合に参加し、新しい核テナントとしてイトーヨーカドーが決定した。しかし敷地面積15,000m2に1棟を建てるという、そごう誘致を前提とした都市計画は変更せざるを得ず、交通導線などを考慮した結果、敷地を3分割する都市計画の変更が1988年（昭和63年）1月に実施された。同年9月には準備組合から正式な組合である土浦駅前地区市街地再開発組合へと移行した。時はバブル景気に沸いていたため地価や工費が高騰を続け、保留床の取得予定者との交渉が難航したため、事業は停滞した。バブル崩壊後、周辺地価の下落を受けて地権者らの同意が得られるようになり、保留床問題も茨城県と土浦市がテナントとなることで決着した。
1995年（平成7年）3月に第1工区が着工し、同年11月には土浦都市開発株式会社が設立され、1996年（平成8年）4月に再開発ビルの名称がウララ（URALA）に決定した。同年8月には第2工区が着工した。第1工区と第2工区に分割されたのは、ウララの再開発事業に係る権利変換計画は都市再開発法第110条に基づく全員同意型であり、関係者全員の同意を得る必要があったのだが、第2工区に当たる地権者2名が容易に同意しなかったためである。マンション部分の分譲は1996年（平成8年）9月と10月に行われ、平均倍率2倍の人気となり即日完売した。
こうしておよそ四半世紀に及ぶ長い準備期間を経て、1997年（平成9年）9月に第1・第2工区の再開発ビルがいずれも竣工、10月に開業した。

## アクセス
東日本旅客鉄道（JR東日本）常磐線土浦駅 - ペデストリアンデッキに直結。バスについては「土浦駅#バス路線」を参照。